# Pseudovalsaria
Pseudovalsaria es un género de hongos perteneciente a la familia Boliniaceae. El género contiene tres especies que se encuentran en Europa y China.